# Нирмала Ситхараман
Нирмала Ситхараман (англ. Nirmala Sitharaman; род. 18 августа 1959) — индийский государственный и политический деятель. Министр финансов и министр по корпоративным вопросам Индии с 30 мая 2019 года.
Является членом верхней палаты Парламента Индии. Ранее занимала пост министра обороны Индии, став таким образом второй женщиной, занимавшей этот пост в стране.

## Образование
Нирмала Ситхараман родилась в семье среднего класса в индийском городе Мадурай. Получила степень бакалавра искусств в области экономики в колледже Seethalakshmi Ramaswami в 1980 году, а в 1984 — степень магистра искусств в области экономики в Университете Джавахарлала Неру в Дели.

## Политическая карьера
Стала членом партии Бхаратия джаната парти в 2006 году, а в 2010 году была назначена её пресс-секретарем. В 2014 году была включена в кабинет премьер-министра Нарендра Моди в качестве младшего министра. А в июне 2014 года была избрана членом верхней палаты Парламента Индии. В мае 2016 года была одним из 12 кандидатов от партии «Бхаратия джаната парти» на выборах в верхнюю палату Парламента и успешно сохранила свое место. 3 сентября 2017 года была назначена министром обороны Индии, став таким образом второй женщиной в стране после Индиры Ганди, занимавшей этот пост.
30 мая 2019 года была назначена министром финансов и министром по корпоративным вопросам. Стала первой женщиной, занимавшей пост министра финансов в стране. 5 июля 2019 года представила свой первый план бюджета в индийском парламенте. Во время пандемии коронавируса в Индии была назначена руководителем группы экономического реагирования.

## Карьера вне политики
Нирмала Ситхараман работала продавцом в магазине домашнего декора Habitat в Лондоне. Во время своего пребывания в Великобритании также работала старшим менеджером в PricewaterhouseCoopers, а затем некоторое время в BBC World Service.
В 2017 году стала членом Национальной комиссии по делам женщин.

## Награды
В 2019 году Университет Джавахарлала Неру вручил Ситхараман премию «выдающиеся выпускники». В 2019 году журнал Forbes поставил Ситхараман на 34-е место среди 100 самых влиятельных женщин в мире.

## Семья
Нирмала Ситхараман познакомилась со своим мужем Паракалой Прабхакаром во время учёбы в Университете Джавахарлала Неру. В 1986 году они поженились, у пары родилась дочь.